# Aaron Stevens
Pour les articles homonymes, voir Stevens.
Aaron Stevens est un abolitionniste américain né en 1831 dans le Connecticut, et exécuté le 16 mars 1860 à Charles Town, alors en Virginie. Combattant de la guerre américano-mexicaine puis du Bleeding Kansas, il participe au raid de John Brown contre Harpers Ferry, au cours duquel il est blessé et capturé.